# Niederterrasse des Oberrheins

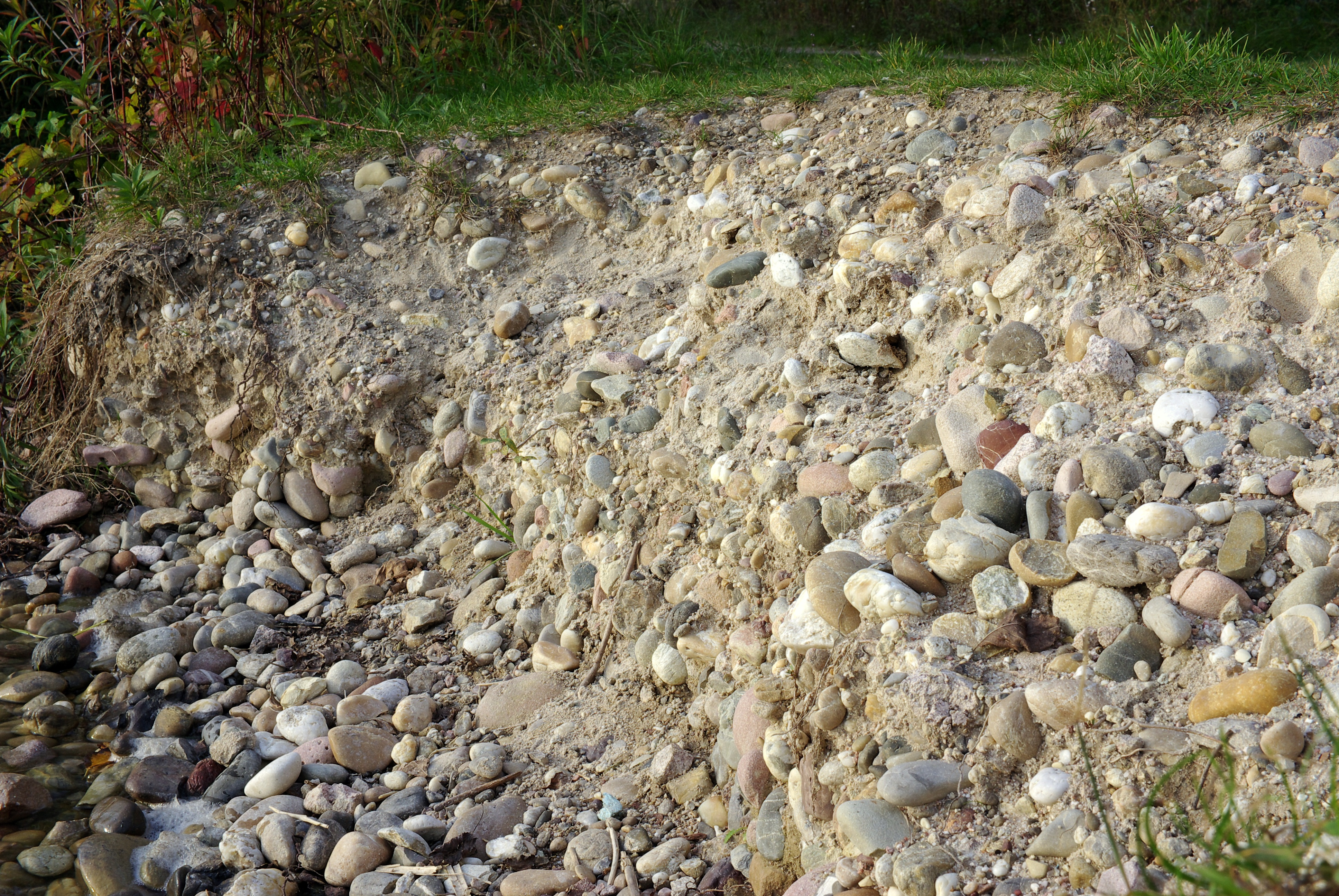
Sedimente der Niederterrasse an der Böschung eines Baggersees bei Rastatt

Die Niederterrasse des Oberrheins ist eine Flussterrasse, die aus großen von sandreichen Hochflutsedimenten und Flugsanden bedeckten Schotterflächen mit Sandschichten unterschiedlicher Mächtigkeit besteht. Sie erstreckt sich im Oberrheingraben quasi von Basel bis ins Rhein-Main-Gebiet westlich und östlich parallel zum Oberrhein und seinen begleitenden Auen mit unterschiedlicher Ausdehnung und Mächtigkeit der Sedimente. Diese Aufschüttung von Schotter, Kies und Sand ist ein nahezu ebener Streifen, meist zwischen sieben und acht Kilometern breit. Relief wird durch die Schuttkegel der einmündenden Gewässer und der angewehten Flugsande aufgesetzt. Die Ablagerungen des Rheins und seiner oberen Tributäre sind zunächst überwiegend alpiner Herkunft, verzahnen sich ständig mit dem von Nebenflüssen und Bächen herangetragenen Material aus den Randlandschaften.
Das pleistozäne, würmeiszeitliche Landschaftsgefüge bildet das Hochgestade im Oberrheinischen Tiefland innerhalb des Südwestdeutschen Schichtstufenlandes, in die sich die holozänen Rheinaue (Rheinniederung) eingetieft hat, aber auch die ebenfalls pleistozäne Kinzig-Murg-Rinne, ebenso weitere frühere und rezente Gewässer.

## Naturräume
Diese Niederterrasse umfasst auf deutschem Boden die naturräumlichen Einheiten im Bereich des nördlichen (Naturraum 22 nach der Einteilung im Handbuch der naturräumlichen Gliederung Deutschlands (1953–62) / Haupteinheiten: 224 Neckar-Rhein-Ebene, 225 Hessische Rheinebene 223 Hardtebenen), mittleren (21 / 210 Offenburger Rheinebene) und südlichen (20 / 200 Markgräfler Rheinebene) Oberrheintieflandes (alle zusammengefasst als D53 bezeichnet nach der modifizierten Klassifizierung des Bundesamtes für Naturschutz (BfN) 1994) sowie des Rhein-Main-Tieflandes (23 / 232 Untermainebene, 237 Ingelheim-Mainzer-Rheinebene) auf rechtsrheinischer Uferseite. Auf Rheinland-Pfälzer Seite befindet sich das Vorderpfälzer Tiefland (221), eine Wechselfolge von Lössriedeln, Niederungen und Schwemmfächern der Bäche, die den Pfälzerwald entwässern. Dünen sind hier im Gegensatz zum anderen Ufer eher seltener. Lössbedeckung gibt es auch auf dem östlichen Abschnitt, besonders in Form von herabgespültem Schwemmlöss.

## Verlauf
Die Grabenrandschollen des Markgräflerlandes und des Sundgau engen im Süden die Rheinaufschüttungen schnell  stark ein, so dass hier das Hochufer, der Sprung von Niederterrasse zu Rheinaue, bis zu 15 Metern beträgt. Bei Neuenburg am Rhein liegt der Niveauunterschied zum Beispiel zwischen 12 und 14 Metern. Nördlich von Mülhausen erstrecken sich die Ablagerungen des Rheins in seiner Niederterrasse bis zur Randniederung der Ill, bis dieser Fluss bei Straßburg jene durchschneidet und sich mit dem Rhein vereint. Dreisam, Glotter und Elz stellen den Großteil der Niederterrassenschotter im Bereich der Freiburger Bucht. Nördlich des Kaiserstuhls im mittleren Oberrheintiefland hat sich der Strom aufgrund seines geringeren Gefälles nur wenig in die Niederterrassen-Sedimente eingegraben, eine eindeutige Grenzziehung ist oft nicht oder nur aufwendig möglich. Ab der Renchmündung weiter nördlich hat der ursprünglich in diesem Bereich schotter- und gefällsarme Strom die Hochuferlinie, die den Verlauf seiner Mäander vor der Rheinkorrektur nachzeichnet, in seinen Schlingen (wie am Hockenheimer Rheinbogen) immer weiter zurückverlegt. Hier finden sich auf den Ablagerungen der Niederterrasse über weite Flächen Flugsandbedeckungen, die teilweise in bis zu 25 Meter hohen Dünen kulminieren (so im Schwetzinger Sand oder in der Iffezheimer Hardt), eiszeitlich ausgeblasenes Feinmaterial aus trockengefallenen und damit vegetationsfreien benachbarten Flächen. Diese erstrecken sich von Rheinmünster, unterbrochen von den zufließenden Flüssen und Bächen (unter anderem Murg, Alb, Saalbach, Leimbach, Neckar, Weschnitz) rheinabwärts bis weit nach Hessen hinein. Auf der westlichen, der Elsässer und Rheinland-Pfälzer Seite ist die Niederterrasse meist mit Schwemmlöss der zuführenden Bäche bedeckt, Flugsandareale sind nur wenige vorhanden.
Nach „Außen“, zu den Grabenschultern hin, schließen sich weiter Randniederungen wie die erwähnte Kinzig-Murg-Rinne, Vorbergzonen oder Hügelländer und die Mittelgebirge (Schwarzwald, Vogesen, Pfälzerwald, Odenwald) sowie Kraichgau und das hessische Hügelland zwischen Darmstadt und Main an. Mancherorts, wie bei Speyer, reicht die Niederterrasse bis zum Flusslauf. Dort treten deren Sedimente keilförmig bis an den Rhein heran und tragen unter anderem den Dom. Die „Sprünge“ hier zwischen der Niederung, der Niederterrasse und der Hochterrasse betragen jeweils bis zu zehn Meter, Geländekanten, die sich auch noch im überbauten Stadtgebiet gut verfolgen lassen. Die Kieslagen sind hier von Flussschlick überdeckt, der eine Lehmschicht von rund einem halben Meter bildet.

## Einflüsse
Die Rheinbegradigung und ein damit verbundenes Einschneiden des nun schneller ablaufenden Flusses brachte allgemein eine Grundwasserabsenkung im Sedimentkörper der Niederterrasse mit sich. Teilweise finden sich auf der Niederterrasse auch Versumpfungsmoore beziehungsweise Spuren früherer derartiger Feuchtgebiete, besonders in Rinnen. Das Absinken des Grundwasserspiegels in tiefere Etagen hat auch eine Veränderung der Bodenstrukturen und -ausprägungen zur Folge. So entstanden am südlichen Oberrhein aus anmoorigen Auenböden, nachdem die regelmäßigen Überflutungen ausblieben, Parabraunerden und Braunerde-Parabraunerden, was der ackerbaulichen Nutzung sehr entgegenkommt. Typen die überhaupt in diesem betrachten Bereich überwiegen, auch in der Ausprägung als Bänder(para)braunerden, podsolige Varianten sind ebenfalls zahlreich anzutreffen. 
Egal ob nun waldbedeckt oder als offenes Kulturland sich präsentierend, beruhen beide Erscheinungsformen auf der gleichen Ausgangssituation, meist mit demselben Ursprungsmaterial, unterscheiden sich aber nach den jahrhundertelangen getrennten Nutzungsformen deutlich in der weiteren Fortentwicklung ihrer Böden und Oberflächenformen. Vor allem die Bodenerosion findet im ackerbaulichen Bereich, besonders wenn zum Beispiel Spargel- oder Weinrebenreihen, Feldfurchen oder ähnliches nicht hangparallel angelegt sind und somit der Abtragung Vorschub leisten, ihre Angriffsflächen. Dies trifft auch auf Wege und Pfade zu, die den linearen Sedimenttransport fördern – auch bei sonst vollständiger Vegetationsbedeckung.

## Nutzung
Die ursprüngliche Waldbestockung ist nach der intensiven menschlichen Inanspruchnahme (Holzeinschlag, Waldweide, Streunutzung, Harzgewinnung et cetera) kaum noch vorhanden, höchstens in restaurierter oder rudimentärer Form. Vielfältigkeit wechselt sich immer noch mit monotonen „Waldplantagen“ ab. In Teilbereichen wird aber nicht nur der Versuch unternommen, möglichst nah an die potenzielle natürliche Vegetation (Einrichtung von Bann- und Schutzwäldern) heranzukommen, sondern es gibt auch Bestrebungen, spezielle Kulturlandschaften mit ihren meist eingewanderten osteuropäischen oder mediterranen Pflanzengesellschaften zu erhalten (Sandrasenfluren, Heideformationen). Kieferanteile sind über weite Flächen recht hoch.
Ackerbaulich sind in vielen Bereichen Spargel- (auf Sand) und Tabakanbau, früher auch Hopfen, bedeutend. Es sind aber auch andere intensive Landwirtschaftsformen wie Gemüseanbau anzutreffen.
Die Kiesvorkommen sind für den Straßenbau und die Bauwirtschaft bedeutend. In der Niederterrasse bei Endingen am Kaiserstuhl fand man 1906 Rheingold.